# Nenga (plante)
Pour les articles homonymes, voir Nenga.
Genre
Classification phylogénétique
Espèces de rang inférieur
- Nenga banaensis
- Nenga gajah
- Nenga grandiflora
- Nenga macrocarpa
- Nenga pumila

Nenga est un genre de palmiers, des plantes de la famille des Arecaceae, endémique de l'Asie du Sud.

## Classification
- Sous-famille des Arecoideae
  - Tribu des Areceae
    - Sous-tribu des Arecinae

## Espèces
Ce genre contient beaucoup d'espèces. La liste n'est pas forcément exhaustive et peut être sujet à variation selon les critères d'interprétation de la taxonomie.
- Nenga banaensis (Magalon) Burret, Notizbl. Bot. Gart. Berlin-Dahlem 13: 347 (1936).
- Nenga gajah J.Dransf., Principes 19: 27 (1975).
- Nenga grandiflora Fernando, Principes 27: 66 (1983).
- Nenga macrocarpa Scort. ex Becc., Malesia 3: 180 (1889).
- Nenga pumila (Blume) H.Wendl. in O.C.E.de Kerchove de Denterghem, Palmiers: 251 (1878).